# Пјеве Векија (Бреша)
Пјеве Векија је насеље у Италији у округу Бреша, региону Ломбардија.
Према процени из 2011. у насељу је живело 734 становника. Насеље се налази на надморској висини од 74 м.